# (2242) Balaton
(2242) Balaton ist ein Asteroid des Hauptgürtels, der am 13. Oktober 1936 von dem ungarischen Astronomen György Kulin am Konkoly-Observatorium in Budapest entdeckt wurde.
Der Asteroid ist nach dem Plattensee (ung.: Balaton) in Ungarn benannt.